# Мария Терезия Испанская
Мари́я Терезия Австри́йская или Испа́нская (исп. María Teresa de España, фр. Marie-Thérèse de Espagne; 10 сентября 1638[…], Мадрид — 30 июля 1683[…], Версаль) — инфанта Испании из династии Габсбургов, первая супруга короля Франции Людовика XIV.

## Биография

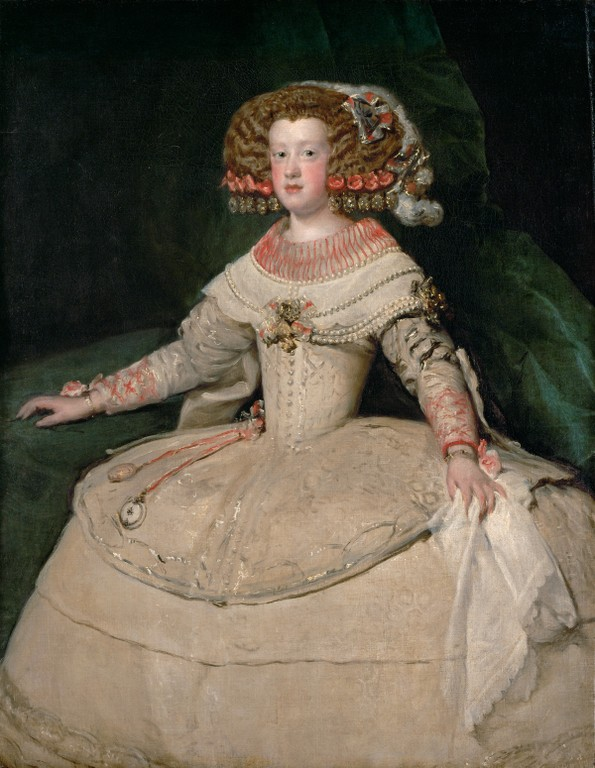
Веласкес. Портрет инфанты Марии Терезии с двумя часами (1652—1653). Музей истории искусств, Вена

Мария Терезия была восьмым ребёнком, самой младшей дочерью, дожившей до совершеннолетия, испанского короля Филиппа IV и первой его жены Изабеллы Бурбонской. Инфанта родилась 10 сентября 1638 года, была крещена 7 октября кардиналом Гаспаром де Борха-и-Веласко. Крёстными родителями стали герцог Моденский Франческо I д’Эсте и Мария Бурбонская, принцесса де Кариньян, сестра графа Суассона.
Мать инфанты, королева Изабелла (Елизавета) происходила из французского королевского дома Бурбонов, была родной сестрой короля Людовика XIII. Она скучала по родине и описывала дочери красоты Франции, обещая ей брак с кузеном Людовиком XIV. 6 октября 1644 года в результате очередного выкидыша королева скончалась.
Инфанта получила строгое религиозное воспитание в рамках католической контрреформации и скромное образование.
Неожиданная смерть 9 октября 1646 года наследника испанского престола 16-летнего Бальтазара Карлоса сделала Марию Терезию наследницей трона и колониальных владений Испании. Её отец Филипп IV опасался смуты из-за отсутствия наследника мужского пола и потому в 1649 году женился на невесте умершего сына, своей племяннице Марианне Австрийской. Из пятерых детей в этом браке до взрослого возраста дожили двое, включая наследника Карла II. Небольшая разница в возрасте между молодой королевой и инфантой Марией Терезией способствовала установлению дружбы между ними.

### Дипломатический брак

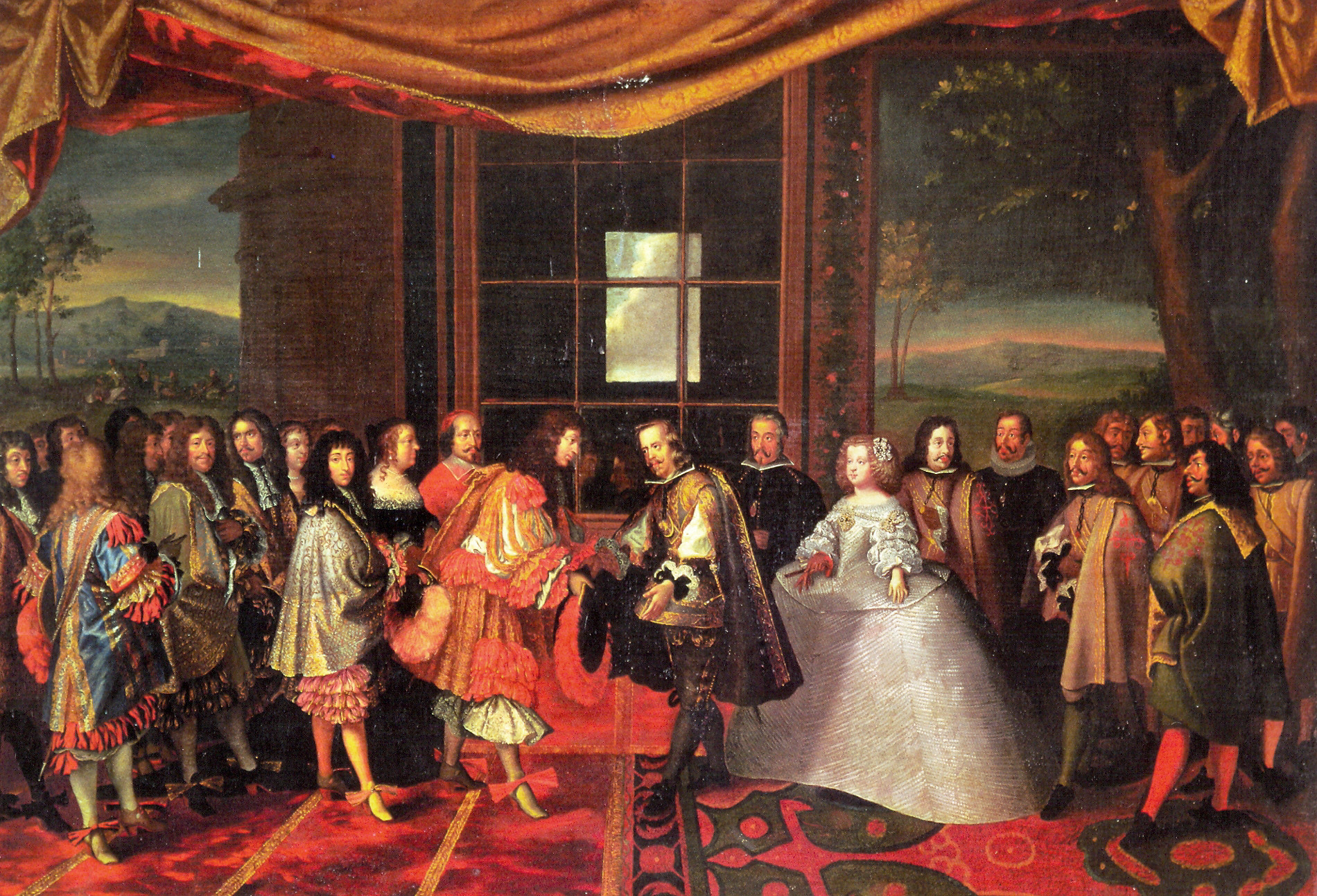
Жан Ламоньер. Встреча королей на острове Фазанов в 1660 году. Музей Тессе

В женихи Марии Терезии прочили сначала кузена (и брата мачехи) австрийского эрцгерцога Фердинанда IV Габсбурга, который должен был стать Римским королём. Из-за смерти 20-летнего эрцгерцога новым кандидатом в мужья инфанте стал Леопольд Габсбург, будущий император Священной Римской империи. Однако эти планы нарушила дипломатическая обстановка. Испания находилась в состоянии войны с Францией с 1635 года. В 1658 году ради установления мира между враждующими государствами был предложен дипломатический брак между королевскими домами. Испанский король колебался, тогда кардинал и Первый министр Франции Джулио Мазарини предложил юному королю Людовику XIV в жёны принцессу Савойскую. Узнав о встрече представителей домов Франции и Савойи в Лионе в 1658 году по вопросу союза, Филипп IV отправил посла ко двору Людовика XIV вести переговоры о мире и дипломатическом браке.
Пиренейский мир 1659 года положил конец франко-испанской войне 1635—1659 годов, а также предполагал брачный союз Людовика XIV и Марии Терезии. Придворный художник Диего Веласкес нарисовал портрет инфанты в коричневом парике для отправки во Францию. Так как жениха интересовал натуральный цвет волос невесты, ему отправили белокурую прядь инфанты.
Брак по доверенности состоялся в Фуэнтеррабие. Затем король и весь испанский двор сопроводили Марию Терезию на остров Фазанов, к границе на реке Бидасоа, где 7 июня 1660 года Людовик и его придворные встретили невесту. 9 июня 1660 года прошла свадьба в церкви Сен-Жан-Батист де Сен-Жан-де-Люз в приграничном городе, где Мария Терезия проживала в доме, называемом с тех пор «Домом инфанты».
Мария Терезия получила в приданое 500 тысяч золотых экю в обмен на отречение за себя и своих детей от наследования испанской короны и прочих испанских владений. С рождением испанского наследника Карла II Мария Терезия также теряла права на трон. Однако Франция не оставила своих притязаний на испанскую корону, так как приданое, должное быть выплаченным в три этапа, осталось не оплаченным полностью. Это стало одной из причин начала Войны за испанское наследство (1667—1668) после смерти Карла II.
Людовик XIV и Мария Терезия были двоюродными братом и сестрой по двум линиям: отец Людовика и мать Марии Терезии были родными братом и сестрой; отец Марии Терезии и мать Людовика XIV также были родными братом и сестрой.

### Королева Франции

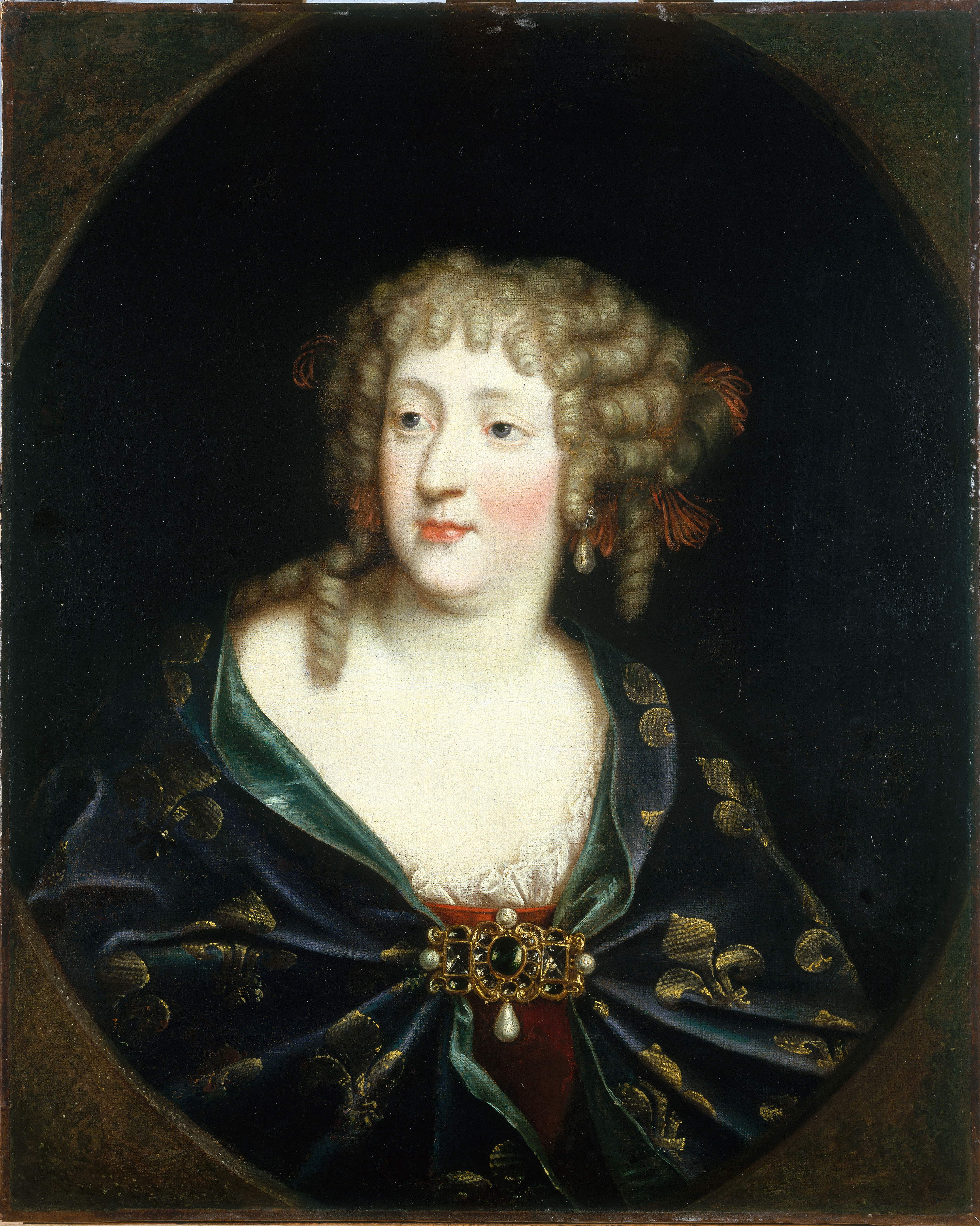
Портрет Марии Терезии (1660—1680 годы). Музей Карнавале

26 августа 1660 года королевская чета въехала в Париж, где королеву встретили знать, церковные сановники и профессора Сорбонны. Свекровь и тётка по отцу, королева-мать Анна Австрийская взялась обучать невестку придворной жизни и этикету и ограждала от интриг. Мария Терезия учила французский язык, однако до конца жизни говорила с сильным испанским акцентом. Вместе с Анной Австрийской юная королева активно занималась благотворительностью, опекала больных, бедных и обездоленных, посещала больницу в Сен-Жермен-ан-Ле, поддерживала дочерей обедневших дворян.
1 ноября 1661 года Мария Терезия родила сына, дофина Людовика. В 1668 году за это папа римский Климент IX подарил ей Золотую розу.
Строительство Версальского дворца (1664—1668) на месте небольшого охотничьего домика началось с недельного празднества в честь двух королев — Анны Австрийской и Марии Терезии.
17 сентября 1665 года Филипп IV умер, оставив испанский трон своему больному 4-летнему сыну Карлу II. Людовик XIV воспользовался случаем, чтобы потребовать долю наследства (Деволюционная война), так как приданое его супруги всё ещё не выплатили полностью, отчего Мария Терезия продолжала считаться наследницей испанской короны. Франция завоевала часть принадлежавших Испании Нидерландов.
Со смертью Анны Австрийской 20 января 1666 года Мария Терезия лишилась значительной поддержки при французском дворе. Она тяжело переживала постоянные измены мужа, выдвижение фавориток, с которыми он открыто жил, путешествовал и признавал внебрачных детей. В народе, видя, как король прогуливался с королевой и фаворитками, посмеивались: «Король выгуливает трёх королев!»
Королева потребовала с короля обещание, что он не станет ей больше изменять, достигнув 30-летнего возраста. Людовик исполнил это обещание, когда ему исполнился 41 год в 1680 году. Смерть любимой дочери Марии Терезии Французской, которую она планировала сделать королевой Испании, в начале 1672 года стало ударом для королевы.
Мария Терезия не участвовала в политических делах. Лишь в 1672 году король оставил на неё королевство из-за войны в Голландии, поддерживая связь через курьеров. Она передавала данные о передвижении войск министрам, следила за финансами государства, принимала иностранных послов и международную корреспонденцию, председательствовала в Совете министров. Жак-Бенинь Боссюэ отмечал, что «это регентство длилось недолго, но послужило доказательством умению королевы вести дела и полного доверия короля к ней».

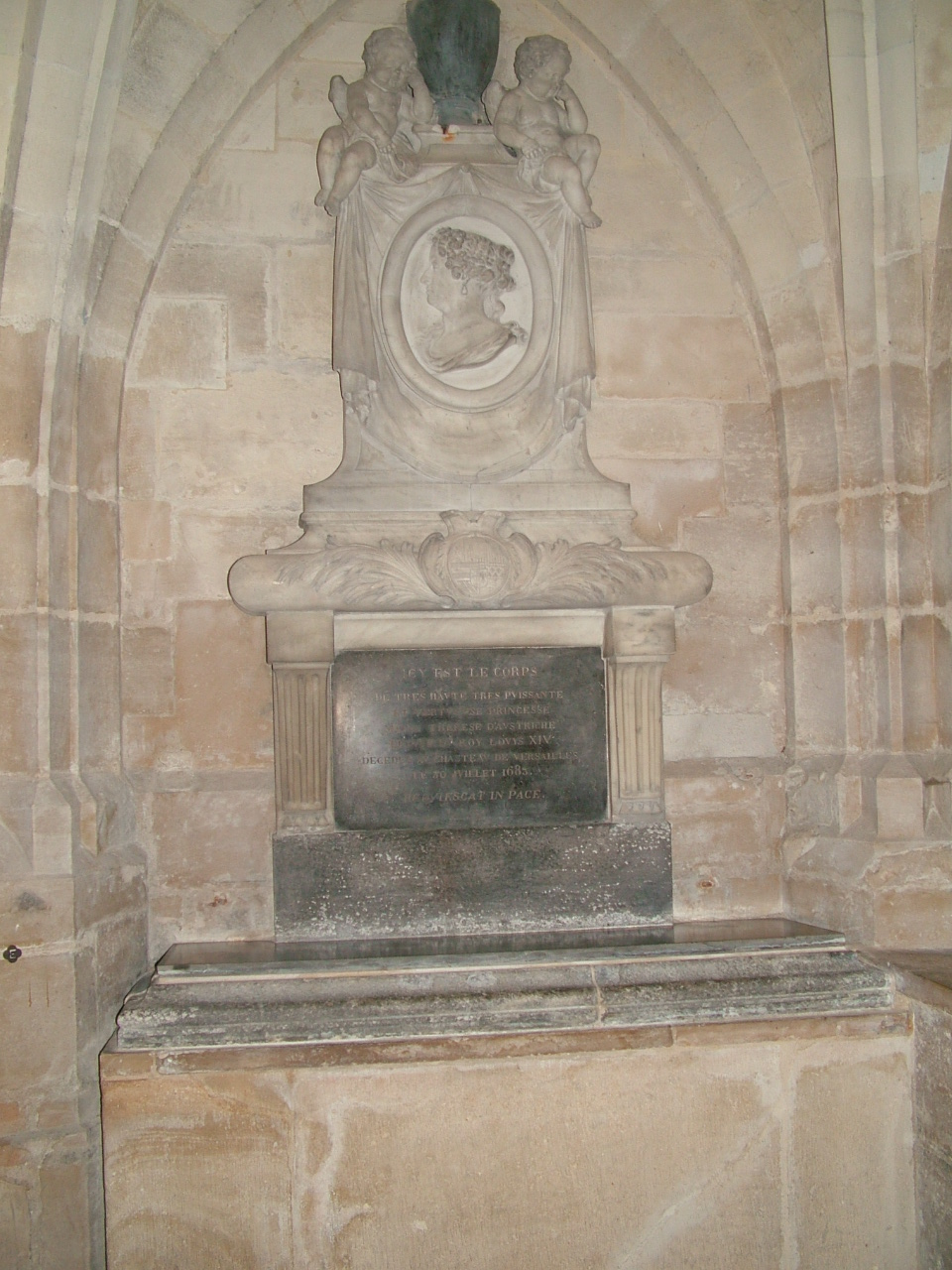
Гробница Марии Терезии в базилике Сен-Дени

В 1674 году ко всеобщему изумлению двора бывшая фаворитка короля герцогиня де Лавальер публично покаялась и попросила прощения у королевы перед своим отъездом в монастырь кармелиток в предместье Сен-Жак. Королева милостиво простила герцогиню и позже навещала её в монастыре. В отличие от де Лавальер, фаворитка мадам де Монтеспан вела себя с королевой дерзко и надменно, отчего Мария Терезия испытывала к ней неприязнь.
7 марта 1680 года король, не посоветовавшись с женой, сосватал Марию Анну Викторию Баварскую за наследника Людовика, который был влюблён тогда в другую женщину. Вскоре Мария Терезия стала бабушкой маленького герцога Бургундского. В тот же год королевская семья переехала в отстроенный Версаль.
С благотворного влияния мадам де Ментенон с лета 1680 года король сблизился с супругой, которую прежде публично отвергал. Тронутая неожиданным вниманием, Мария Терезия сказала: «Бог создал мадам де Ментенон, чтобы вернуть мне сердце короля! Никогда ещё он не относился ко мне с такой нежностью, как с тех пор, как прислушался к ней!».
Несмотря на усилия врачей, королеве становилось всё хуже из-за доброкачественной опухоли под мышкой. Из-за кровопускания и неправильного лечения развился сепсис. Мария Терезия умерла в три часа дня 30 июля 1683 года в Версальском дворце. Её последними словами были: «Хотя я королева, у меня был только один счастливый день (в жизни)». После её смерти Людовик XIV сказал: «Это первое горе, что она причинила мне».
Для её похорон композитор Марк-Антуан Шарпантье написал грандиозную музыкальную композицию (H.409, H.189, H.331). Спустя примерно два месяца король тайно женился на своей последней любовнице, мадам де Ментенон, которую прозвал «святой Франсуазой». Однако новый брак не остепенил короля, который вскоре вернулся к развлечениям.
15 октября 1793 года королевская гробница в Сен-Дени была вскрыта и разграблена, а останки были похоронены в общей могиле за пределами церкви. В период Реставрации, после 1815 года останки были возвращены в базилику без учёта принадлежности останков конкретной личности.

## Личность
Мария Терезия была застенчивой, милосердной, суеверной; предпочитала компанию испанских дам, приехавших с ней из Испании, карликов, собачек. Королева носила обувь с высокими каблуками, несмотря на то, что из-за них часто ей было сложно устоять на ногах, что это вызывало насмешки придворных. У неё была страсть к азартным играм, где она проигрывала большие суммы. Иногда из-за игры она даже забывала пойти на мессу. Она верила в призраков и боялась их, держала мужа за руку всю ночь.
Королева не унаследовала от отца Габсбургскую губу (результат близкородственных браков в роду Габсбургов) и была миловидной. Она была невысокой, пухлой блондинкой со светлой кожей, соответствуя стандартам красоты того времени. У неё были плохие зубы, так как она любила есть пирожные и пить горячий шоколад. В отличие от других детей Филиппа IV она отличалась крепким здоровьем.
В отличие от многих предшественниц Мария Терезия никогда не участвовала в политических интригах против интересов Франции.

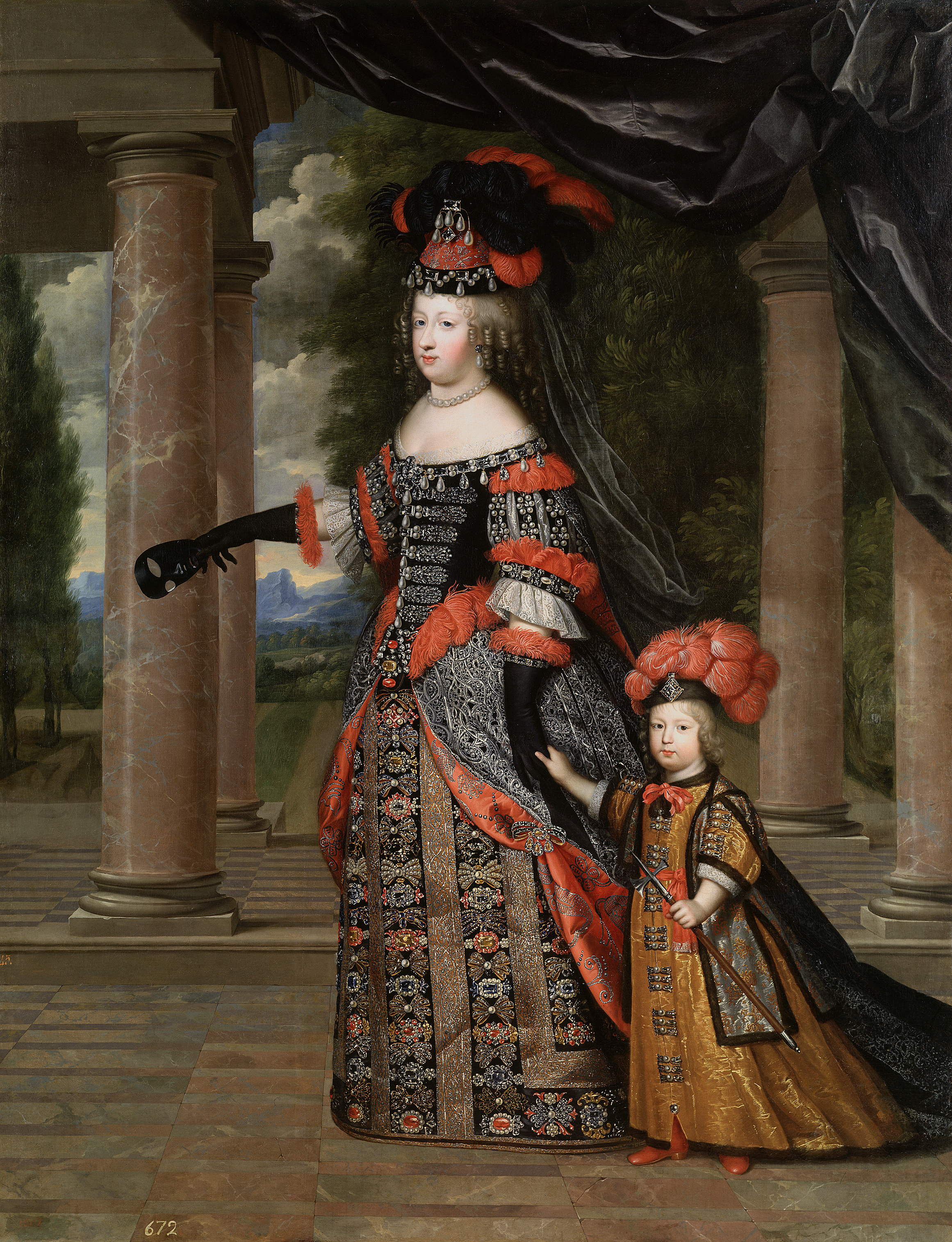
Анри и Шарль Бобруны. Королева Мария Терезия с дофином Франции (1663—1666)

## Дети
В браке с Людовиком XIV королева родила шестерых детей, из которых из-за инбридинга до совершеннолетия дожил лишь старший. Во время своих беременностей королева передвигалась только в паланкине, чтобы избежать выкидышей.
- Людовик Великий Дофин (1 ноября 1661 — 14 апреля 1711)
- Анна-Елизавета (18 ноября 1662 — 30 декабря 1662)
- Мария-Анна[фр.] (16 ноября 1664 — 26 декабря 1664)
- Мария-Тереза (2 января 1667 — 1 марта 1672)
- Филипп-Шарль (5 августа 1668 — 10 июля 1671)
- Луи-Франсуа[фр.] (14 июня 1672 — 4 ноября 1672)

Внук Марии Терезы и Людовика XIV стал испанским королём Филиппом V после Войны за испанское наследство.
Правнук Марии Терезы и Людовика XIV стал французским королём Людовиком XV после смерти Людовика XIV как наследник по прямой мужской линии, поскольку предыдущие наследники, его дед, отец и старший брат, к этому времени уже умерли.

## Образ в культуре

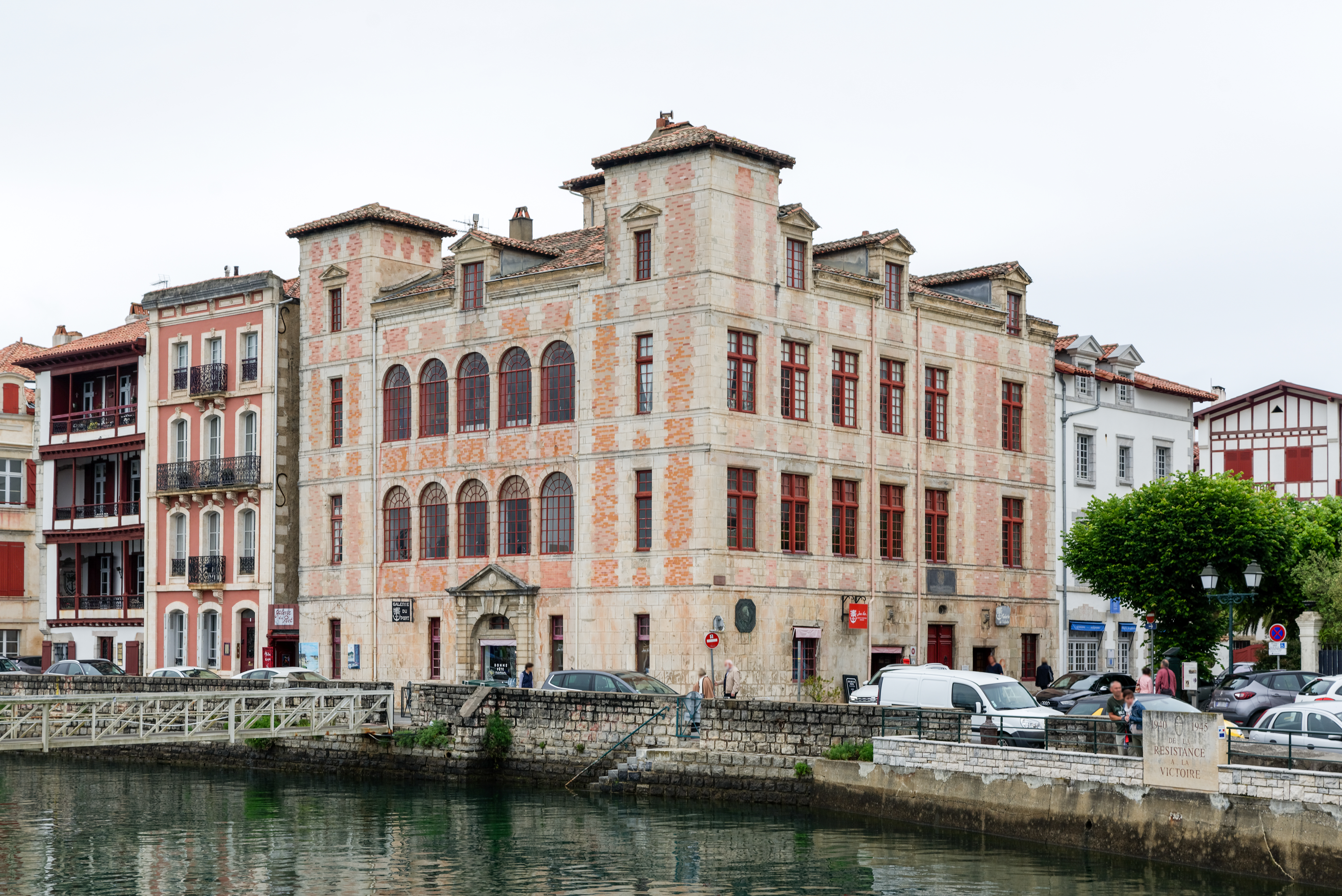
Дом инфанты в Сен-Жан-де-Люз, где инфанта останавливалась со своей свитой перед свадьбой.

- В Первом округе Парижа улица названа в её честь (La rue Thérèse).
- Улица и Дом инфанты[фр.] в Сен-Жан-де-Люз.

### Киновоплощения
- 1939 — «Человек в железной маске» (США) режиссёра Джеймса Уэйла; в роли Марии Терезии — Джоан Беннетт.
- 1964 — «Анжелика — маркиза ангелов» (Франция) режиссёра Бернара Бордери; в роли Марии Терезии — Клер Атана.
  - 1966 — «Анжелика и король» (Франция) режиссёра Бернара Бордери; в роли Марии Терезии — Клер Атана.
- 1966 — «Захват власти Людовиком XIV» (Франция) режиссёра Роберто Росселлини; в роли Марии Терезии — Жоэлль Ложуа.
- 1977 — «Человек в железной маске» (США, Великобритания) режиссёра Майка Ньюэлла; в роли Марии Терезии — Вивьен Мерчант.
- 1996 — «Путь короля» (Франция) режиссёра Нины Компанеец; в роли королевы Марии Терезии — Анни Грегорио.
- 2000 — «Ватель» (Франция, Великобритания, Бельгия) режиссёра Роланда Джоффе; в роли королевы — Натали Серда[фр.].
- 2015—2018 — сериал «Версаль» (Канада, Франция) создателей Саймона Миррена, Дэвида Волстенкрофта; в роли королевы Марии Терезии — Элиза Ласовски[фр.].